# Benoît Audran detto il Giovane

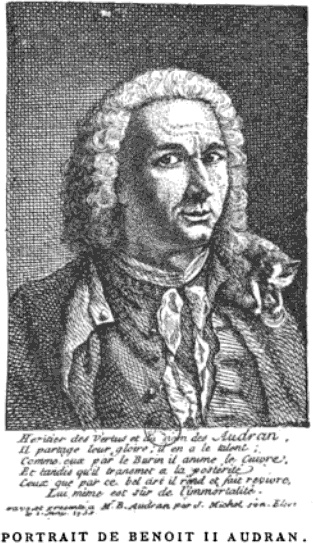
Ritratto di Benoît Audran il Giovane

Benoît Audran, detto il Giovane (Parigi, 17 febbraio 1698 – Parigi, 8 gennaio 1772), è stato un incisore francese.

## Biografia
Figlio dell'incisore Jean Audran, che a sua volta aveva appreso l'arte da Gérard Audran, si formò alla scuola di famiglia nel culto del disegno e nella tecnica incisoria. Benoît Audran è detto il Giovane - oppure Benoît Audran II - per distinguerlo dallo zio Benoît Audran detto il Vecchio, oppure Benoît Audran I. Altri artisti della stessa straordinaria famiglia di incisori di Lione sonoː Germain Audran (1631-1710) fratello di Gérard, e Louis Audran (1670-1712), che era figlio di Germain. Michel Audran, fratello di Benoît il Giovane, aveva un atelier nella Manifattura dei Gobelins.
Fece le sue prime prove traendo immagini da Caravaggio e da Paolo Veronese.
Col tempo divenne l'incisore preferito di artisti francesi illustri, come Antoine Watteau, Jean-Baptiste Joseph Pater e Charles-Joseph Natoire. Usò la tecnica a puntini e a leggeri tratti, con morbido effetto pittorico. Illustrò libri con ritratti calcografici e vignette ornamentali.

### Sue opere in libri
- (LA) Longus Sophista, Longi Pastoralium, de Daphnide et Chloë, libri quatuor. Græce et latine Edizione Editio nova, una cum emendationibus uncis inclusis: distincta viginti novem figuris æri incisis a B. Audran, juxta delineationes Celsiss. Ducis Aurelian. Philippi; et tabula ab A. Coypel delineata: accedunt alia ornamenta, Lutetiæ Parisiorum, in gratiam curiosorum, 1754, SBN LO1E015328.
- (FR) Christophe-André Schlutter, De la fonte des mines, des fonderies, &c. Traduit de l'allemand, Paris, chez la Veuve Pissot, libraire, 1750-1753, SBN TO0E051499. Alcune tavole calcografiche sono incise da Benoît Audran.
- (FR) Christian Friedrich Pfeffel, Abrégé chronologique de l'histoire et du droit public d'Allemagne, contenant les guerres, les traites de paix, les loix, Paris, chez Jean-Thomas Herissant, 1754, SBN TO0E017306. Arma del dedicatario, il conte d'Ocieszyno-Bruhl, in incisione calcografica di Benoît Audran.
- (FR) Nicolle La Croix, Geographie moderne, précédée d'un petit traité de la sphère & du globe; ornée de traits d'histoire naturelle & politique; & terminée par une Géographie Sacrée, & une Géographie Ecclesiastique, où l'on trouve tous les archevechés & evechés de l'Eglise Catholique, & les principaux des eglises scismatiques. Avec une table des longitudes & latitudes des principales villes du mond, & une autre des noms des lieux contenues dans cette geographie par M.l'abbe Nicolle de La Croix, Paris, chez Jean-Thomas Herissant, 1758, SBN BVEE094708. Vignetta sui frontespizio incisa da Benoît Audran.